# Unciaal 075
Unciaal 075 (Gregory-Aland), Οπ3 (Soden), is een van de Griekse Bijbelse handschriften. Het dateert uit de 10e eeuw en is geschreven met hoofdletters (uncialen) op perkament. Vroeger stond het bekend als handschrift
ג.

## Beschrijving
Het handschrift bevat de tekst van de Brieven van Paulus; de volgende tekst ontbreekt echter: Romeinen; 1 Korintiërs 1:1-15 en 1:28; Hebreeën 11:38-13:25). De gehele Codex bestaat uit 333 bladen (27 × 19 cm) en bevat één kolom van 13 regels per pagina.
De codex geeft een mengsel van de Alexandrijnse en de Byzantijnse tekst weer. Kurt Aland plaatste de codex in Categorie III.

## Geschiedenis
Het manuscript is geschreven door de monnik Sabbas. Het bevond zich in Kosinitza. Gregory vond het daar in 1886. Aanvankelijk classificeerde hij het als minuskel 382.
Het handschrift bevindt zich in de Griekse Nationale Bibliotheek (Gr. 100, fol. 46-378), in Athene.